# Ahvenjärvi (sjö i Finland, Lappland, lat 67,78, long 24,78)
Ahvenjärvi är en sjö i Finland. Den ligger i kommunen Kittilä i landskapet Lappland, i den norra delen av landet, 800 km norr om huvudstaden Helsingfors. Ahvenjärvi ligger 199 meter över havet. Arean är 20,7 hektar och strandlinjen är 2,23 kilometer lång. Sjön  ingår i Kemi älvs huvudavrinningsområde. 